# Sten Suvio
Sten Suvio (n. 25 noiembrie 1911, Hannila⁠(d), Viipuri Province⁠(d), Marele Principat al Finlandei, Imperiul Rus – d. 19 octombrie 1988, Helsingfors, Finlanda) a fost un boxer ce a reprezentat Finlanda, medaliat olimpic. A participat la o ediție a Jocurilor Olimpice (1936) în care a câștigat o medalie de aur.

## Participări
Lista de mai jos prezintă principalele competiții la care a participat Sten Suvio de-a lungul carierei.
- boxing at the 1936 Summer Olympics – welterweight[*]